# Ващенко, Виктор Семёнович
Ви́ктор Семёнович Ва́щенко (31 мая 1924, Днепропетровская область — 15 февраля 1986, Кривой Рог, Днепропетровская область) — советский руководитель в горнорудной промышленности и научный работник. Лауреат Государственной премии УССР в области науки и техники (1970).

## Биография
Родился 31 мая 1924 года на территории нынешней Днепропетровской области.
Участник Великой Отечественной войны.
В 1951 году окончил Криворожский горнорудный институт.
В 1951—1965 годах — в рудоуправлении имени Ф. Э. Дзержинского: горный мастер шахты «Коммунар», начальник участка шахты «Гигант», главный инженер шахты «Коммунар», главный инженер, начальник шахты «Гигант».
В 1965—1982 годах — директор института Всесоюзного научно-исследовательского института безопасности труда в горном деле (ВНИИБТГ).
Умер 15 февраля 1986 года в городе Кривой Рог Днепропетровской области.

## Научная деятельность
Специалист в области горного дела. Автор более 50 научных работ, 10 изобретений.
В основные направления исследований входили: борьба с вибрацией, определение устойчивости горного массива и другие. Руководил созданием 11 лабораторий, внедрением передовых технологий защиты человека в шахтах и карьерах.

## Награды
- Государственная премия УССР в области науки и техники (21 декабря 1970) — за коренное усовершенствование методов подземной разработки мощных рудных месторождений[2];
- Орден Отечественной войны 2-й степени;
- Орден Трудового Красного Знамени.